# USS Lapwing (AM-1)
USS Lapwing (AM-1) – amerykański trałowiec z okresu I wojny światowej, pierwsza zbudowana jednostka typu Lapwing. Okręt został zwodowany 14 marca 1918 roku w stoczni Todd Pacific Shipyards w Brooklynie, a w skład US Navy został przyjęty 12 czerwca 1918 roku. W 1936 roku jednostkę przebudowano na tender wodnosamolotów. Okręt wycofano ze służby 29 listopada 1945 roku, po czym sprzedano 19 sierpnia 1946 roku.

## Projekt i budowa
Projekt trałowców typu Lapwing powstał w 1916 roku . Początkowo miały to być uniwersalne jednostki łączące cechy trałowca i holownika, osiągające prędkość 16 węzłów (10 węzłów podczas trałowania), jednak przyjęte założenia okazały się niemożliwe do realizacji. W maju 1917 roku Sekretarz Marynarki Wojennej Stanów Zjednoczonych zaaprobował projekt trałowca o wyporności 950 ton i prędkości 14 węzłów, składając zamówienie na 14 okrętów. Ostatecznie zamówiono 54 jednostki, z czego zbudowano 49 .
USS „Lapwing” (Minesweeper No. 1) zbudowany został w stoczni Todd Pacific Shipyards w Brooklynie . Stępkę okrętu położono 25 października 1917 roku, a zwodowany został 14 marca 1918 roku  .

## Dane taktyczno-techniczne
USS „Lapwing” był trałowcem o długości całkowitej 57,6 metra, szerokości 10,8 metra i zanurzeniu 3,8 metra . Wyporność normalna wynosiła 950 ton, a pełna 1400 ton . Okręt napędzany był przez pionową maszynę parową potrójnego rozprężania o mocy 1400 KM, do której parę dostarczały dwa kotły Babcock & Wilcox . Jednośrubowy układ napędowy pozwalał osiągnąć prędkość 13,5–14 węzłów . Zasięg wynosił 6850 Mm przy prędkości 8 węzłów .
Uzbrojenie artyleryjskie jednostki składało się z dwóch pojedynczych dział kalibru 76 mm L/50 oraz dwóch pojedynczych karabinów maszynowych kalibru 7,62 mm L/90 . Wyposażenie trałowe obejmowało trał mechaniczny; okręt mógł też przenosić miny .
Załoga okrętu składała się z 85 oficerów, podoficerów i marynarzy .

## Służba
12 czerwca 1918 roku USS „Lapwing” został wcielony do US Navy  . Pierwszym dowódcą jednostki został chor. mar. (ang. Lieutenant Junior Grade) William Fremgen . Początkowo trałowiec uczestniczył w eskorcie przybrzeżnych konwojów, a 26 września 1918 roku wyszedł z New London w rejs do Europy . Między czerwcem a wrześniem 1919 roku „Lapwing” zneutralizował 2160 min z Zagrody Minowej Morza Północnego . Po powrocie do Stanów Zjednoczonych został wysłany na Zachodnie Wybrzeże, docierając do San Diego 21 października 1920 roku . W styczniu 1921 roku USS „Lapwing” udał się do Pearl Harbor, biorąc udział w trałowaniu min na wodach hawajskich, dopóki nie został wycofany ze służby 11 kwietnia 1922 roku  .
Okręt został przywrócony do służby w Pearl Harbor 1 września 1932 roku  . Od 1933 do 1941 roku Lapwing brał udział w różnych ćwiczeniach z samolotami, pomagając rozwinąć zdolności amerykańskiego lotnictwa morskiego . Został przebudowany na mały tender wodnosamolotów i 22 stycznia 1936 roku otrzymał oznaczenie AVP-1  . Operował głównie w strefie Kanału Panamskiego, wzdłuż zachodniego wybrzeża i na Karaibach .
Po ataku na Pearl Harbor jednostka została przydzielona do Floty Atlantyckiej . W 1942 roku „Lapwing” operował Północnym Atlantyku, biorąc udział w misjach patrolowych i ZOP z wodnosamolotami . 21 lutego 1942 roku okręt uratował 53 członków załogi z amerykańskiego statku handlowego „Delplata”, storpedowanego i ciężko uszkodzonego poprzedniego dnia przez U-156 (na pozycji 14°55′N 62°10′W/14,916667 -62,166667), po czym zatopił statek ogniem artyleryjskim .
Od 13 czerwca 1943 roku przez 11 miesięcy jednostka pełniła rolę okrętu szkolnego . W okresie maj – sierpień 1944 roku „Lapwing” przebywał na wodach Brazylii, jako jednostka wsparcia grupy zadaniowej ZOP . 4 września 1944 roku okręt powrócił do Key West i służył tam do końca wojny .
Po przybyciu 5 października 1945 roku do Charleston, „Lapwing” został tam wycofany ze służby 29 listopada 1945 roku  . 19 sierpnia 1946 roku został sprzedany firmie W.S. Sanders z Norfolk  .